# Lamprecht Transport
Die Lamprecht Transport AG mit Sitz in Basel ist ein international tätiges Schweizer Speditions- und Logistikunternehmen. Das Unternehmen hat sechs Niederlassungen in der Schweiz, neun in den USA sowie drei Tochtergesellschaften.

## Tätigkeitsgebiet
Das Unternehmen transportiert grundsätzlich alle Arten von Gütern weltweit. Darunter fallen auch Chemie- und Pharmaprodukte, Maschinen, Nahrungsmittel oder elektronische Geräte. Im europäischen Verkehr wird der grosse Teil der Güter mit dem Lastwagen oder im Kombinierten Verkehr mit Bahn und Lastwagen transportiert. Zudem führt Lamprecht in Europa zu den wichtigsten Handels- und Industriezentren regelmässige Sammeltransporte aus.
Darüber hinaus ist das Unternehmen auch auf Logistikdienstleistungen spezialisiert. Diese umfassen, das Um- und Neuverpacken, Markieren, Etikettieren, Beschriften, Neutralisieren, Lagern, die Distribution auf Abruf, kundenspezifische Spezial-Dienstleistungen für Logistik und Transport sowie spezielles Handling für pharmazeutische Produkte und andere Substanzen.
Seit August 2018 betreibt die Lamprecht Transport AG ihr eigenes Logistikzentrum in Pratteln BL. Sie bietet dort Logistik und Transport.

## Geschichte
Das Unternehmen wurde kurz nach Ende des Zweiten Weltkrieges 1945 von Adolf Lamprecht gegründet. Der erste Strassentransport beinhaltete eine Ladung von 90 Tonnen frischem Fisch von Dänemark durch das kriegszerstörte Deutschland in die Schweiz.
1947 richtete sich Lamprecht mit der Eröffnung der Filiale in Zürich auf die stark aufkommende Luftfracht beim neuen Flughafen Kloten aus. 1955 stieg das Unternehmen in den Transitverkehr zwischen Deutschland und Italien ein. Gleichzeitig fasste Lamprecht in den übrigen westeuropäischen Ländern Fuss und gründete in Singen eine deutsche Tochtergesellschaft. 1965 eröffnete das Unternehmen einen Stützpunkt in Genf sowie in den Vereinigten Staaten.
Nach dem Tod des Firmengründers Adolf Lamprecht senior übernahm 1971 sein Sohn Adolf Lamprecht junior die Firmenleitung. Ihm folgte 1991 Thomas Lamprecht als Familienangehöriger der dritten Generation. Unter seiner Leitung wurde die Expansion durch Eröffnung weiterer Stützpunkte, Gründung neuer Tochtergesellschaften und Erschliessung neuer Geschäftsfelder im Bereich der Messe-, Event- und Pharmalogistik vorangetrieben.
Heute ist die Lamprecht Transport AG neben dem Hauptsitz in Basel mit weiteren Niederlassungen in der Schweiz sowie in den USA mit American Lamprecht Transport Inc. an den wichtigen Wirtschaftszentren Amerikas vertreten.